# آدم فون بورغ
آدم فون بورغ (بالألمانية: Adam von Burg)‏ (و. 1797 – 1882 م) هو رياضياتي، ومهندس نمساوي، ولد في فيينا، توفي في فيينا، عن عمر يناهز 85 عاماً.

## التعليم
تعلم في الجامعة التقنية في فيينا
.

## جوائز
حصل على جوائز منها:
- وسام جوقة الشرف من رتبة فارس (4 فبراير 1845)[6]
- دكتوراه فخرية[7]